# Cyclosa tricolor
Cyclosa tricolor là một loài nhện trong họ Araneidae.
Loài này thuộc chi Cyclosa. Cyclosa tricolor được miêu tả năm 1902 bởi Leardi.